# Enchylium tenax
Enchylium tenax  (Syn. Collema tenax; gelegentlich auch als Zähe Leimflechte, Heide-Leimflechte oder Heide-Gallertflechte bezeichnet) ist eine hauptsächlich auf kalkhaltigen Böden siedelnde Flechtenart aus der Familie der Collemataceae. Ihre gallertartige Konsistenz verdankt sie dem photobiontischen Symbiosepartner aus der Gattung Nostoc (Nostoc commune).

## Beschreibung und Verbreitung
Der Thallus erreicht meist 2–4 cm, maximal bis zu 10 cm Durchmesser, ist blättrig, in Form kleiner Rosetten oder unregelmäßig, dem Substrat anliegend oder teilweise aufsteigend und schwillt in feuchtem Zustand stark an. Die oft zahlreichen Lappen gehen meist strahlig von der Mitte aus und erreichen bis 6 mm Durchmesser. Die Oberseite ist dunkel olivgrün bis bräunlich schwarz. Isidien können vorhanden sein und sind dann groß und kugelförmig. Apothecien sind häufig, hell- oder dunkelrot bis rotbraun oder schwarz, mit Durchmessern bis zu 3 mm, anfangs flach, später konvex. Die Asci sind meist 8-sporig, selten mit weniger Sporen. Die Ascosporen messen 17–26 × 6,5–10,5 μm, sind 3-fach septiert und submuriform (mauerförmig), mit spitzen oder abgerundeten Enden und bleiben dauerhaft farblos. Die eingesenkten Pyknidien besitzen 100–200 μm Durchmesser, sind ziemlich häufig und mehr oder weniger kugelförmig.
Die Art siedelt auf basischem Lehm, sandigen und kalkhaltigen Böden und Mörtel. Enchylium tenax ist nahezu weltweit verbreitet. Aufgrund hoher Variabilität in Bezug auf Habitus, Thallusfarbe, Isidien, Apothecien und Ascosporen ist sie aber mit anderen Arten, etwa aus der Gattung Collema, leicht zu verwechseln.

## Sonstiges
Die Bryologisch-lichenologische Arbeitsgemeinschaft für Mitteleuropa benannte Enchylium tenax als Flechte des Jahres 2022.